# Showcase Beat Le Mot
Showcase Beat Le Mot ist eine 1997 gegründete deutsche  postdramatische Performancegruppe, die der sogenannten Gießener Schule zugeschrieben wird.

## Beschreibung
Die Gruppe besteht aus vier ehemaligen Studierenden des Instituts für Angewandte Theaterwissenschaft in Gießen, die seit 1997 als Performance-Boygroup zusammenarbeiten: Nikola Duric, Dariusz Kostyra, Thorsten Eibeler und Veit Sprenger (bis 2004 auch Florian Feigl). Seit ihrer Gründung arbeitet Showcase Beat Le Mot in verschiedenen künstlerischen Tätigkeitsfeldern sowohl im Theater als auch in Musik, TV, bildender Kunst, Literatur, Wissenschaft und Veranstaltungsorganisation. Die Gruppe hat Shows und Veranstaltungen an Theaterhäusern und Kulturstätten in ganz Europa produziert, u. a. in Hamburg (kampnagel, Deutsches Schauspielhaus), Berlin (Volksbühne, Podewil, Hallesches Ufer, Hebbel-Theater, Theater an der Parkaue), München (SpielArt), Hannover (EXPO 2000), Gießen, Dresden (Hellerau) und Düsseldorf (FFT), Helsinki (artgenda 2000), Graz (Steirischer Herbst), Stockholm, Paris (Fondation Cartier), Zagreb (Eurokaz Festival / Urban Festival), Zadar (zadarsnova festival), Wien (Donaufestival), Ljubljana (Mladi Llevi), Tallinn (Von Krahl Theater), Bitola (National Theatre of Macedonia) Split, Sarajevo (Teatarfest), Cardiff/England (Chapter Arts), Antwerpen und Bologna.
Showcase Beat Le Mot hat zusammen mit der Hamburger Band KANTE drei Musikvideos für das Fernsehen produziert (Kitty-Yo 2000, EMI 2004  – Preis der Jury / Zuschauerpreis der Kurzfilmtage Oberhausen) und Kongresse, Theaterfestivals und Kunstveranstaltungen in Berlin, Hamburg, Bochum und Düsseldorf kuratiert. In der internationalen Fachpresse wurde die Arbeit von Showcase Beat Le Mot wegen der Integration unterschiedlicher popkultureller Medien wie Sport, Musik, Comic, Kino und Fernsehen, und wegen ihrer humorvollen Herangehensweise an komplexe politische und gesellschaftliche Themen verfolgt.

## Werkverzeichnis (Ausschnitt)
- 2007: Der Räuber Hotzenplotz – Postmoderne Performance für Kinder ab 6, Koproduktion mit dem Theater an der Parkaue Berlin
- 2006: EUROPIRAADID Eine Produktion von Showcase Beat Le Mot und dem von Krahl Theater Tallinn, in Koproduktion mit dem Forum Freies Theater / Düsseldorf, dem TheaterimBallsaal / Bonn, dem Theater im Pumpenhaus / Münster, dem Donaufestival / Niederösterreich und dem Hebbel-Theater am Ufer Berlin
- 2005: alarm Hamburg Shanghai. Performance-Musical. Hamburg, Wien, Düsseldorf, Berlin, Leipzig
- 2005: Gomune – Die lange Nacht. Fünfstündiger Manga-Performance-Marathon. Hamburg
- Serie bis Dezember 2004: Gomune – Manga-Show
- 2001/2003: Piraten 1 und 2. Performance. Berlin, Sarajevo
- 2001: Parcours Microbe
- 2000: Hors Jeu – Live-Art
- 2000: Jäger – Live-Art. EXPO 2000
- 2000: BURN CITIES BURN – Performance
- 1999: Grand Slam – Performance
- 1999: Showcase Opera – Installation
- 1998–2001: Showcase Super Aspirin – Performance
- 1998: RADAR RADAR nichts ist egal –  Performance
- 1997: Not und Spiele – Performance und Konzert. Hamburg
- 1997: Der Ball fliegt lautlos – Performance. Gießen